# Emmanuel Acho
Emmanuel Chinedum Acho (* 10. November 1990 in Dallas, Texas) ist ein ehemaliger US-amerikanischer American-Football-Spieler auf der Position des Linebackers. Der 1,88 Meter große Acho spielte in der National Football League (NFL) zuerst für die Cleveland Browns, später für die Philadelphia Eagles. Er wurde im NFL Draft 2012 in der sechsten Runde auf Rang 204 ausgewählt und absolvierte insgesamt 20 Spiele in der NFL.
Seither arbeitet er bei Fox Sports 1 als Analyst.
Acho betreibt einen YouTube-Kanal. Seit 2020 lädt er auf diesem regelmäßig Videos der Reihe „Uncomfortable Conversations With A Black Man“ (dt.: Unangenehme Gespräche mit einem schwarzen Mann) hoch, in denen er mit wechselnden Gästen, unter anderem mit NFL-Commissioner Roger Goodell, Themen wie Rassismus oder Polizeigewalt thematisiert.
| Personendaten    | Personendaten                                |
| ---------------- | -------------------------------------------- |
| NAME             | Acho, Emmanuel                               |
| ALTERNATIVNAMEN  | Acho, Emmanuel Chinedum (vollständiger Name) |
| KURZBESCHREIBUNG | US-amerikanischer American-Football-Spieler  |
| GEBURTSDATUM     | 10. November 1990                            |
| GEBURTSORT       | Dallas, Texas                                |